# Estadio Domingo Polonia
El Estadio Domingo Polonia es un estadio de fútbol ubicado en la ciudad de Salcedo, provincia Hermanas Mirabal, República Dominicana. Es la sede oficial de Salcedo FC, equipo que participa en la Liga Dominicana de Fútbol.  
El recinto cuenta con capacidad para  3 000 espectadores y superficie de césped natural, cumpliendo con los estándares para competiciones profesionales.  
Fue inaugurado y remodelado en 2025 para mejorar sus graderías, vestuarios e iluminación, adaptándose a las exigencias de la liga nacional. Además de albergar partidos de fútbol profesional, también es utilizado para eventos deportivos comunitarios.